# Major League Wrestling
Major League Wrestling, LLC (MLW) — американский рестлинг-промоушен, базирующийся в Нью-Рошелле, Нью-Йорк. Промоушен был основан в 2002 году в Филадельфии, Пенсильвания, бывшим сценаристом WWE Кортом Бауэром.
Изначально промоушен проводил живые мероприятия с 2004 года; эти мероприятия записывались и транслировались в телевизионном шоу MLW Underground TV. MLW вернулась к организации мероприятий в июле 2017 года, а премьера нового еженедельного телешоу MLW Fusion состоялась на beIN Sports в апреле 2018 года.

## История

### Образование (2002–2004)
После закрытия и поглащению World Championship Wrestling (WCW) и Extreme Championship Wrestling (ECW) со стороны World Wrestling Federation (WWF, ныне известной как WWE) в 2001 году, 16 июня 2002 года была основана Major League Wrestling (MLW). Вскоре после своего основания промоушен потратил три месяца на переезд своей штаб-квартиры из Филадельфии в Нью-Йорк. MLW стилизовала себя как альтернатива спортивным развлечениям WWE, следуя традициям ECW.
В 2003 году MLW снова переместила свою базу во Флориду и заключила соглашение с Sunshine Network на показ шоу Underground TV, который выходил с 7 апреля 2003 по 14 февраля 2004 года. Шоу вел Джоуи Стайлс и оно состояла из записанных матчей с предыдущих мероприятий. Продолжая связи MLW с ECW, промоушен выделил многих бывших рестлеров ECW, таких как Сабу, Терри Фанк, Шейн Дуглас и Стив Корино. Это привело к критике MLW за подражание ECW по сравнению с Ring of Honor, другим промоушеном, основанным в Филадельфии, который стартовал за пять месяцев до образования MLW.
После закрытия в 2004 году, Major League Wrestling вернулась в 2011 году в качестве подкаст-сети, первоначально сосредоточенной на производстве вещательного и цифрового контента, связанного с индустрией рестлинга. Многие известные деятели рестлинга появлялись в сети, включая бывших звезд WWE и WCW Кевина Салливана, Джима Даггана, MVP, нынешнего руководителя WWE Брюса Причарда, бывшего комментатора WCW Тони Шавони, а также бывшего президента WCW и руководителя WWE Эрика Бишоффа.

### Возрождение (2017–н.в.)
В 2017 году MLW объявила о том, что снова будет проводить рестлинг-мероприятия. Билеты на первое мероприятие, MLW One-Shot, поступили в продажу 21 июля 2017 года. В том же году MLW объявила, что в 2018 году будет проводить новые шоу в Орландо. Учитывая успех своих независимых выступлений, MLW смогла заключить телевизионное соглашение с beIN Sports для новой программы под названием MLW Fusion, которая дебютировала 20 апреля 2018 года. В первом эпизоде в качестве главного события состоялся бой Пентагона-младшего против Феникса.
В июле 2018 года MLW продолжила свое расширение, представив на beIN Sports свой первый двухчасовой спецвыпуск, Battle Riot, победитель которого должен был получить титульный матч за титул чемпиона мира MLW в тяжелом весе. MLW начала вводить контракты в рамках своей стратегии роста. В августе промоушен заключил рабочее соглашение с мексиканским промоушеном Lucha Libre AAA Worldwide (AAA). 19 сентября было объявлено, что MLW расширила свое партнерство с beIN Sports, чтобы транслировать Fusion на испанском языке.
В октябре MLW объявила о втором двухчасовом телевизионном спецвыпуске Fusion, посвященном Хэллоуину, а 18 октября было объявлено о подписании ПКО и Ричарда Холлидея в качестве постоянных членов ростера. Также сообщалось, что Корт Бауэр и несколько руководителей MLW отправятся в Монако на Sportel, намереваясь сделать большой шаг на международном уровне. Также было объявлено о проекте между MLW и Spiff TV. 8 ноября MLW провела в Чикаго на стадионе Cicero телевизионные записи Fusion под названием Fightland. Бауэр заявил, что мероприятие собрало самую высокую посещаемость в истории MLW, побив предыдущий рекорд посещаемости в 1 536 человек на шоу Hybrid Hell 20 июня 2003 года во Флориде. 29 ноября Бауэр объявил, что Fusion будет транслироваться в прямом эфире на beIN Sports с 14 декабря, о чем было объявлено 22 ноября. Это совпало с двухдневными телевизионными записями в Майами: Never Say Never и Zero Hour; эпизод прямого эфира представлял собой час событий Zero Hour.
1 февраля 2020 года MLW объявила о сотрудничестве с японским промоушеном Dragon Gate (DG), которое будет включать обмен рестлерами между двумя промоушенами. 9 июня 2020 года MLW заключила новое соглашение о предоставлении прав на трансляцию своих программ на DAZN. В том же месяце генеральный директор Корт Бауэр объявил, что повторы MLW Underground TV будут транслироваться на BeIN Sports в течение всего лета.
В августе 2020 года, после восьмимесячного перерыва, вызванного пандемией COVID-19, MLW объявила о возобновлении показов Fusion в октябре того же года. 10 сентября было объявлено, что MLW Fusion переместится в среду вечером на fubo Sports Network. 10 октября стало известно, что Fusion вернется 18 ноября в 7 вечера по восточному времени, а премьера новых эпизодов состоится на канале MLW на YouTube в тот же вечер.
MLW также начала включать сюжетные элементы из ныне несуществующего промоушена Lucha Underground. Рестлеры, связанные с Lucha Underground, перешли в MLW как часть группировки Azteca Underground. В июне 2021 года Дэйв Мельтцер сообщил, что MLW начнет записывать контент в Лос-Анджелесе для спин-офф сериала, который будет похож на Lucha Underground, с планами снимать виньетки летом и матчи осенью. Позже, 4 августа 2021 года, стало известно, что MLW подписала соглашение на производство нового сериала по мотивам Azteca Underground, с составом, отличным от того, который показывали на MLW Fusion.
7 декабря 2021 года MLW объявила о новом «антологическом мини-сериале» под названием MLW Azteca, премьера которого состоялась в четверг 6 января 2022 года на YouTube-канале MLW и FITE TV.

## Чемпионы мира MLW в тяжелом весе
| №  | Чемпион               | Дата             | Шоу                           | Место                     |
| -- | --------------------- | ---------------- | ----------------------------- | ------------------------- |
| 1  | Шейн Дуглас           | 15 июня 2002     | Genesis                       | Нью-Йорк, Нью-Йорк        |
| —  | Вакантный             | 13 сентября 2002 | —                             | —                         |
| 2  | Сатоси Кодзима        | 26 сентября 2002 | Reload                        | Нью-Йорк, Нью-Йорк        |
| 3  | Майк Осом             | 20 июня 2003     | Hybrid Hell                   | Форт-Лодердейл, Флорида   |
| 4  | Стив Корино           | 20 июня 2003     | Hybrid Hell                   | Форт-Лодердейл, Флорида   |
| —  | Вакантный             | 10 февраля 2004  | —                             | —                         |
| 5  | Шейн Стрикленд        | 12 апреля 2018   | The World Championship Finals | Орландо, Флорида          |
| 6  | Лоу Ки                | 12 июля 2018     | Fusion                        | Орландо, Флорида          |
| 7  | Том Лоулор            | 2 февраля 2019   | SuperFight                    | Филадельфия, Пенсильвания |
| 8  | Джейкоб Фату          | 6 июля 2019      | Kings of Colosseum            | Сисеро, Иллинойс          |
| 9  | Александр Хаммерстоун | 2 октября 2021   | Fightland                     | Филадельфия, Пенсильвания |
| 10 | Алекс Кейн            | 8 июля 2023      | Never Say Never               | Филадельфия, Пенсильвания |